# Chiesa di San Gioacchino a Pontenuovo

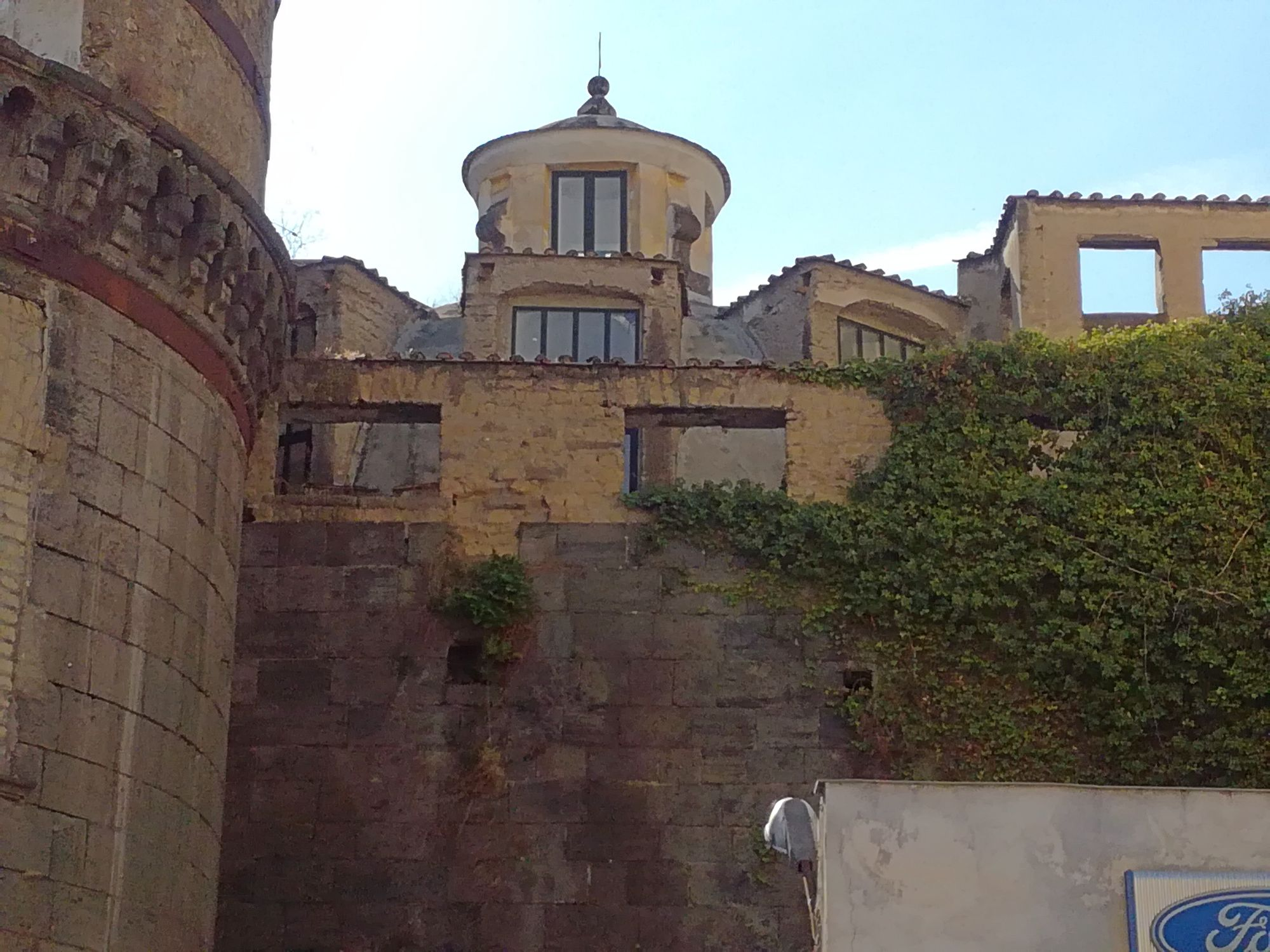
La cupola addossata alla torre San Michele

La chiesa di San Gioacchino a Pontenuovo è una chiesa monumentale di Napoli ubicata in salita Pontenuovo.

## Storia e descrizione
La chiesa fu fondata nella seconda metà del Seicento per ospitare le orfane vaganti; le orfane indossavano, secondo il decreto di fondazione dell'Istituto, l'abito del Terz'ordine di San Francesco ed infatti chiamate "le monacelle di Pontenuovo".
L'edificio è stato restaurato e rimaneggiato durante i lavori del 1753 in chiave barocca.
La facciata della chiesa è concentrata sul portale, sormontato da un rilievo settecentesco raffigurante il santo titolare dell'edificio ed è stata scolpita da Salvatore Di Franco; inoltre sulla facciata sono presenti quattro coppe.
L'interno è a croce greca ed è rivestito da stucchi rococò, realizzati nella prima metà del Settecento da Alessandro Manni; sull'altare maggiore c'era un dipinto di Nicola Cacciapuoti, sui due laterali erano collocate tele di Domenico Mondo (trafugate, ma prontamente ritrovate). Dell'Ottocento è il pavimento realizzato con riggiole.
La chiesa è chiusa al culto e abbandonata dal terremoto del 1980; negli anni è stata vittima di varie spoliazioni. Solo in anni recenti si è provveduto a restaurare la facciata, mentre gli interni della chiesa e l'ex convento (attualmente sede dell'Archivio storico municipale) sono ancora in attesa di urgenti interventi di risanamento e restauro.